# Walter Steffens (compositeur)
Pour les articles homonymes, voir Steffens.
Walter Steffens (Aix-la-Chapelle, 31 octobre 1934) est un compositeur allemand.

## Biographie
Ayant grandi à Dortmund-Huckarde, Walter Steffens, fils d'un ingénieur, a dû surmonter un chemin difficile pour aller vers la musique. Son père travaillait à la construction de ponts et estimait qu'une carrière artistique est « non rentable » et donc à éviter. À cause des bombardements sans cesse croissants de la région de la Ruhr pendant la Seconde Guerre mondiale, Walter âgé de huit ans a passé son enfance à Wollenberg (Bade-Wurtemberg), séparé de ses parents et de sa sœur. L'enfant de dix ans a vécu la fin de la guerre chez ses grands-parents à Bad Pyrmont. Lorsque la famille a été réunie et que le piano qui était gardé pendant la guerre dans la région de la Sarre plus sûre, est revenu à la maison de ses parents, le jeune garçon a été autorisé à accompagner son père tout en chantant. Ses premières leçons de musique lui ont été données par un voisin. Il a ensuite reçu une formation de base reçue auprès de Max Spindler directeur musical à Dortmund. Il a complété cette formation en prenant des leçons au Conservatoire de Dortmund avec Rolf Agop.
« Mon père n'a été seulement convaincu que lorsque j'ai eu mon diplôme comme externe à Münster et qu'en 1959, j'ai réussi l'examen d'entrée à l'Académie de musique de Hambourg », rappelle Steffens. À Hambourg, Steffens a étudié la composition avec Ernst-Gernot Klussmann et Philipp Jarnach, un ancien élève de Busoni, la théorie de la musique avec Wilhelm Maler. Les représentations de ses deux premiers opéras ont représenté d'importantes étapes dans la carrière du compositeur. Eli d'après le Mystère de Nelly Sachs, créé en 1967 par Wilhelm Schüchter, a été commandé par la ville de Dortmund pour l'inauguration de son nouvel Opéra. Il a été suivi en 1973 par Unter dem Milchwald de Dylan Thomas à l'Opéra d'État de Hambourg, la dernière œuvre commandée sous la direction de Rolf Liebermann. Les impressions d'enfance durant les années de guerre et le chagrin de la mort et de la destruction sont traitées dans la composition de Steffens Guernica, une élégie pour alto et orchestre d'après le tableau de Pablo Picasso.
En plus du travail de composition, Walter Steffens a longtemps enseigné, à partir de 1962 au Conservatoire de Hambourg, puis après 1969 à l'Académie de musique de Detmold, où, jusqu'en 2000, il a tenu une chaire de composition et de théorie musicale. Il vit à Marienmünster, Arrondissement de Höxter.

## Prix
- 1963 Bachpreis-Stipendium Hamburg
- 1966 Felix-Mendelssohn-Bartholdy-Preis
- 1969 Bourse de la Cité internationale des arts
- 1974 Membre de l'Académie libre des arts d'Hambourg (de)
- 1977 Annette-von-Droste-Hülshoff-Preis
- 1977 Westfälischer Musikpreis
- 1987 et 1989 Hôte de la Villa Massimo à Rome

## Œuvres

### Œuvres pour la scène
- Eli, opéra en trois actes (12 tableaux) d'après le texte de Nelly Sachs, commande de la ville de Dortmund, Entstehung 1964/66, création mondiale 1967 (Dortmund)
- Under Milk Wood/Unter dem Milchwald (versions anglaise et allemande), opéra en trois actes d'après la pièce éponyme de Dylan Thomas dans la traduction allemande d'Erich Fried, commande du Hamburgischen Staatsoper (Rolf Liebermann), E 1968/72, création mondiale 1973, Hamburgische Staatsoper, zweite Aufführung zur documenta-Eröffnung, Kassel 1977
- Grabbes Leben, opéra de chambre en trois actes , livret Peter Schütze, commande  des Landestheaters Detmold pour le 150e anniversaire de Christian Dietrich Grabbe, E 1983/85, création partielle en version de concert au Hamburgischen Staatsoper le 15 mai 1986, création mondiale le 12 septembre 1986, Landestheater Detmold
- Der Philosoph, komische opéra en un acte, livret Peter Schütze, commande  du Landestheaters Detmold, E 1987/88, création mondiale 1990, Landestheater Detmold
- Die Judenbuche (Le Hêtre aux Juifs), un drame populaire musical en quatre actes (10 tableaux) d'après la nouvelle éponyme d'Annette von Droste-Hülshoff, livret Peter Schütze, commande et création mondiale en 1993, Opernhaus Dortmund, autres représentations dans le cadre des journées du Neuen Musiktheaters à Gelsenkirchen 1993
- Der Winkelhannes, Kriminaloper für mobiles Musiktheater, livret Peter Schütze avec la collaboration de Volker Schrewe et Walter Steffens, E 2007/08

### Musique orchestrale
- Botschaften an den Prinzen Jussuf für Orchester (aussi ballet), Variationen über ein Thema von Franz Marc an Else Lasker-Schüler, création mondiale 1970, Radio Suisse Romande
- Pintura del Mundo/Garten der Lüste, Orchesterkonzert (aussi ballet) d'après un tableau de Hieronymus Bosch, commandé à l'occasion du cinquantième anniversaire de l'Université de Hambourg, E 1968, création mondiale 1969 (NDR Hamburg)
- Triade, Konzert für Flöte und Kammerorchester, E 1970, création mondiale 1971 Aix-la-Chapelle
- Tarec - Versuch eines Abschieds für großes Orchester, commande  du Südwestfunks Baden-Baden, E 1972, création mondiale 1973 (Südwestfunkorchester)
- Guernica, Elegie für Bratsche und Orchester in reflektierender Annäherung an das Bild von Pablo Picasso, E 1974/78, création mondiale 1979 Herford (NWD Philharmonie)
- Semiramis, Konzert für Sopranino-Blockflöte und Orchester (aussi ballet)
- Spotlights, commande à l'occasion du 400e anniversaire du Engelbert-Kaempfer-Gymnasiums Lemgo, E 1983, création mondiale 1983 Lemgo (orchestre d'élèves)
- Moses für großes Orchester nach Marc Chagalles Moise devant le Buisson Ardent, commande de la ville de Lüdenscheid, E 1988, création mondiale 2 décembre 1988 Lüdenscheid (Westfälisches Sinfonieorchester Recklinghausen)
- An Orpheus (œuvre en cours d'élaboration), zwölf Concertini für Soli und Orchester in unterschiedlicher Besetzung:

1. Kalliope und Oiagros für Kontrabass und Streichorchester, E 1990, création mondiale Burgsteinfurt (Detmolder Kammerorchester) 2. Die Geburt des Orpheus, E 1995, création mondiale 1995 Stralsund (Philharmonisches Orchester Vorpommern) 3. Der Tod des Aktäon d'après Peter Paul Rubens, commande du Südwestfälischen Philharmonie à l'occasion de la remise du Rubenspreis de la ville de Siegen an Rupprecht Geiger, E 1992, création mondiale 1992 Siegen 4. Bacchanal nach Bildmotiven von P. P. Rubens (Gran-Partita-Besetzung), commande à l'occasion du 50e anniversaire de la Hochschule für Musik Detmold, E 1996, création mondiale Detmold
- Hiroshima, zwei Meditationen für Klavier und Orchester nach dem erweiterten Konzept von Spielstrategien (siehe Kammermusik), commande pour le 40e anniversaire du Detmolder Jugendorchesters, E 1993, création mondiale 1994 Detmold
- Exi für großes Orchester, Bildvertonung nach P. P. Rubens Wunder des Ignatius von Loyola, commande de la Südwestfälischen Philharmonie, E 1994, création mondiale 1994 Siegen
- Kerori, Bildvertonung auf den Kerori-Drachen Zwischen Himmel und Erde von Emil Schumacher anlässlich seines 85. Geburtstages, commande du Philharmonischen Orchesters Hagen, E 1996, création mondiale 1997

### Musique de chambre
- Streichquartett I (Ekstase), E 1961/69, création mondiale 1969 (Hamburger Streichquartett 66)
- Hommage à Béla Bartók für Klarinette und Klavier, E 1964, création mondiale 1964 Hamburg (Hans Deinzer, Peter Roggenkamp)
- Streichquartett II (Quartetto lirico), E 1962, création mondiale 1963 (Hamann-Quartett)
- La femme-fleur für Flöte und Klavier nach einem Bild von Pablo Picasso, E 1966, création mondiale 1966 Hamburg (Klaus Holle, Peter Roggenkamp)
- Hommage II, drei heitere Sätze für Klarinette und Klavier, E 1968, création mondiale 1969 Hamburg (Hans Deinzer, Peter Roggenkamp)
- Kontroverse, multimediale Simultankomposition:

Für Soto für Gitarre, E 1970, création mondiale 1972 Detmold (Bernard Hebb). Rose Ouest für Klarinette, E 1970, création mondiale 1973 Köln (Hans-Dietrich Klaus). Structure de la Rose für Flöte, E 1970, création mondiale 1976 Detmold (Benedikta Bonitz). Grande Rose für Oboe, E 1970, création mondiale 1972 Detmold (Fumiaki Miyamoto). Plui de Feu/Feuerregen für Klavier Solo nach einer Feuergrafik von Bernard Aubertin, E 1970, création mondiale 1970 Hamburg (Peter Roggenkamp). Rituelle Aktionen I für Schlagzeug, E 1971, création mondiale 1984 Dortmund (Alfrid-Maria Sicking). Rituelle Aktionen II für Tonband mit strukturierten Baustellengeräuschen nach einer Bildidee von Hartmut Böhm, realisiert im Tonmeisterinstitut der NWD Musikakademie Detmold (Friedhelm Schulz und Steffen Seithel), nur als Simultankomposition aufführbar, E 1072, création mondiale 1972 Detmold. Magisches Quadrat (strukturiertes Licht), nur simultan aufführbar, E 1973
- Qua-cumque, Violinsolo nach dem Magischen Quadrat
- Lumière rouge en cage/Rotes Licht gefangen, Trio für Flöte, Fagott und Cembalo nach Bildern von Bernard Aubertin und Hartmut Böhm, commande  des Trio concertare (Paul Meisen, Klaus Thunemann, Hedwig Bilgram), E 1973, création mondiale 1973 Detmold

Lumière für Flöte solo, création mondiale 1974 Detmold (Paul Meisen). Lumière für Fagott solo, création mondiale 1974 Detmold (Klaus Thunemann). Lumière für Cembalo solo
- Lignes constructives für Cembalo solo nach Zeichen des chinesischen I Ging, E 1974, création mondiale Breme (Franzpeter Goebels)
- Sfumato, Konstruktion für zwei Ensembles nach einer bildnerischen Anregung von Harosch (Hans Robert Schmidt, Detmold) und Leonardo da Vinci, E 1973/74
- Luna für variables Ensemble, vokal oder instrumental (auch solistisch), nach den Mondgezeiten, E 1973, création mondiale 1982 Breme (M. u. U. Wessel-Therhorn)
- Ming I/Verwundung des Hellen, Klavierquartett nach Gedichten von Elfriede Szpetecki und Nelly Sachs, E 1975, création mondiale 1975 Herford (Gabriel Rosenberg, Peter Rosenberg, Reiner Schmidt, Marian Wasiolka)
- Psalm, Meditation für vier (bis 16) Kontrabässe, E 1976/78, création mondiale 1980 Münster (M. Bonitz, H. Iwaki, E. Hemkemeyer, F. Krisse)
- Semiramis für Sopranino-Blockflöte und Klavier nach den Berichten von Ktesiasis und Herodot, E 1976/77, création mondiale 1977 (Benedikta Bonitz, Gabriel Rosenberg)
- Spielstrategien für Klavier solo (evtl. Orgel, Cembalo), zwei Meditationen nach Fotografiken von Karl Martin Holzhäuser und Gottfried Jäger, E 1977, création mondiale 1979 Detmold (Michael Wessel-Therhorn)
- Genesis I, Duo für Violine und Klavier nach dem Konzept der Spielstrategien, E 1979/80, création mondiale 1980 Baden-Baden (Peter Rosenberg, Gabriel Rosenberg)
- Karamasow für Violoncello solo, E 1977/81, création mondiale 1982 Detmold (Irene Güdel)
- Ad Fugam, ein Schluss zu Bachs Kunst der Fuge für Streicher und Solo-Klarinette, E 1980, création mondiale 1980 Braunschweig (Festliche Tage für neue Kammermusik)
- Genesis II für Klavier, Violine, Klarinette, Violoncello und Schlagzeug, zu Motiven der Bernwardstür, Mariendom Hildesheim (Altes Testament: Erschaffung Adams bis Brudermord), nach dem Konzept der Spielstrategien, E 1982, création mondiale 1982 Detmold (Ensemble Kontraste)
- Streichquartett III zu Motiven der Bernwardstür, Mariendom Hildesheim (Neues Testament: Noli me tangere bis Verkündigung), nach dem Konzept der Spielstrategien, E 1983
- Friedensfanfare, Gebet für Frieden, Gerechtigkeit und Freiheit auf Anregung der Association Internationale de Defense des Artistes (AIDA), Themenzitat aus der Oper Die Judenbuche (siehe Bühnenwerke)
- Pater noster für Gitarre, E 1984
- Ave Maria zart für Sopran-Blockflöte solo auf das Verkündigungsbild und auf das Heimsuchungsbild des Liesborner Meisters in der Pfarrkirche zu Beckum Vellern, E 1984, création mondiale 1984 Vellern (Benedikta Bonitz)
- Sonata - Hommage à Scarlatti, E 1984, création mondiale 1985 (Franzpeter Goebels, Cembalo)
- Sarahs Traumstündchen, sechs Stücke für Irische Harfe, E 1988/89:

Sarahs Traumstündchen, création mondiale 1989 Coesfeld. Bloß nicht einschlafen. Bunte Klänge, création mondiale 1989 Hannover. Die kleine Ballerina, création mondiale 2006 Detmold. Hommage. Ballade, création mondiale 2006 Detmold
- Kalliope und Oiagros für Klarinette und Harfe, E 1990, création mondiale 1990 Detmold (M. Grimminger, L. Weyer)
- Die Neuen Wilden:

1. Neger Banane Erdbeere nach dem gleichnamigen Bild von Dieter Truttenbach für Horn und Schlagzeug, E 1990, création mondiale 1991 Nürnberg (Wilfried Krüger, Günter Brodmann). 2. Revue der Neuen Wilden für Hr., Schl, Klavier, VA., Vc.,Kb., E 1991, création mondiale 1991 Berlin (Pegnitzschäfer-Klangkonzepte)
- Vier Aquarelle nach Paul Klee für Blockflöten soli, E 1991, création mondiale 1991 Detmold (Benedikta Bonitz) anlässlich der Ausstellung Paul Klee und die Musik:

1. Musiker, für Tenorblockflöte. 2. Ballettszene, für Altblockflöte. 3. Kleine Landschaft in Regenstimmung, für Tenorblockflöte. 4. Ein Musiker praeludiert, für Sopranino-Blockflöte
- Aquarelle nach Paul Klee für Altblockflöte und Fagott, E 1991:

1. Arabische Melodie, création mondiale Jugend musiziert. 2. Mondlied
- Das Hohelied nach Bildern von Marc Chagall für Violine und Kontrabass, Kompositionsauftrag, E 1993, création mondiale 1993 Erzbischöfliches Diözesanmuseum Paderborn (Wanda Wilkormiska, Christoph Schmidt)

1. Leg mich wie ein Siegel auf dein Herz 2. Ich schlief, doch mein Herz war wach 3. Am Tag seiner Hochzeit 4. Zieh mich herüber zu dir, lass uns eilen 5. Wie schön bist du und wie reizend, du Liebe voller Wonnen
- De bello paceque für Gitarre solo, Bildvertonung nach dem Gemälde Krieg und Frieden von Peter Paul Rubens, commande  zum Gedenken an 350 Jahre Westfälischer Frieden, E 1998, création mondiale Westfälisches Musikfest, Westf. Landesmuseum Münster (Richard Pilkington)
- Erzählende Stille für Flöte solo, auf das Grabmal des Thebaners Nacht und seiner Gemahlin Taui, E 2001, création mondiale 2001 Lübeck (Ele Grau):

1. Wasseropfer 2. Musikantinnen 3. Taui 4. Weinlese, Kelter, Jagd 5. Nacht und seine Frau Taui am Opfertisch
- Ikonen für Klarinette solo, E 2004, création mondiale 2004 Schloss Corvey (Michel Lethiec):

1. Die Verehrenden 2. Johannes (Der Engel im Fleische, Palästina 18. Jh.) 3. Maria 4. Christus/Anbetung
- Blumen für Klarinette solo:

1. Auf die ligurische Feldblume Campanella 2. Auf die Rosen vor meinem Fenster, création mondiale 2004 (Michel Lethiec) 3. Sonnenblume 4. Hibiscus 5. Die Rose "Königin von Dänemark" 6. Hypericum (Johanneskraut)
- Le rêve de la paix/Der Traum vom Frieden für Klarinette solo nach den Lithographien von Pablo Picasso, Werkauftrag des Kulturkreises Höxter-Corvey und des Graphikmuseums Pablo Picasso Münster, E 2005, création mondiale 2005 Höxter, Münster (Michel Lethiec):

1. La Colombe en vol (Die Taube im Flug) 2. Les Mains liées (Verschränkte Hände) 3. Les Colombes au Miroir (Die Tauben im Spiegel)
- Erleuchtetes Dunkel für Violoncello und Klavier, musikalische Bildreflexion zu Rembrandt van Rijns Das Hundertguldenblatt anlässlich seines 400. Geburtstags, Werkauftrag der Stiftung Preußischer Kulturbesitz und des Kulturkreises Höxter-Corvey, E 2005, création mondiale 2006 Schloss Corvey (Julian Arp/Violoncello, Caspar Frantz/Klavier)

### Musique vocale
- Lieder der Tang-Zeit für Singstimme, Flöte, Klarinette, Klavier, E 1959/60, création mondiale 1961 Hamburg (Meyer, Holle, Körner, Roggenkamp)
- Ein indisches Märchen für Orchester (auch Ballett) und Gesang in Anlehnung an Somavedas Märchen des Kathsaritsagars und an das Bild Das Tor zum verlassenen Garten von Paul Klee mit zwei Liedern nach Dichtung von Manfred Peter Hein
- Symphonisches Fragment für großes Orchester, Männerchor und Altsolo nach Dichtung der Nelly Sachs (Sieh doch, sieh - Schlaf webt das Atemnetz - So ist's gesagt), E 1962
- Epitaph auf Rimbaud für Kammerorchester und Alt nach Dichtung von Arthur Rimbaud und Gerhard Alt, commande  der Stadt Dortmund, E 1962, création mondiale 1963 Dortmund (Magda Bien, Alt)
- Three Songs from Ezra Pound für Fl., Klar., Vl., Va., Vc. und Sopran, E 1960/61, création mondiale 1961 Hamburg (H. Krützfeld, Sopran)
- Neue Gleichnisse für Sopran, Fl., Klar., Va. nach Dichtungen von Tadeuz Rózewicz, Manfred Peter Hein und Nelly Sachs, E 1967, création mondiale 1967 Zamburg (H. Krützfeldt)
- Lieder zur Nacht für Streicher und Sopran
- Oboen-Lieder für Oboe und Alt (Bass-Bariton) nach Dichtungen von Clemens Brentano und Juan Ramón Jiménez, E 1966, création mondiale 1967 Hamburg (E. Gutsch, D. Reinhard)
- Magog - Psam - Threnos, drei Gesänge nach Dichtungen von Manfred Peter Hein, Ingeborg Bachmann und Ezra Pound für Singstimme und Klavier, E 1967, création mondiale 1968 Hamburg (G.E. Meyer, P. Roggenkamp)
- Siguiriya für gem. Chor nach der Dichtung von F. Garcia Lorca in der deutschen Übersetzung von Enrique Beck, dem Bild Der Schrei von Edvard Munch nachempfunden, E 1968, création mondiale 1969 (NDR Hamburg)
- Drei Szenen für Alt (Bass-Bariton) und Klavier auf Texte von Johannes Bobrowski, E 1969, création mondiale 1969 Hamburg (D. Reinhard, P. Roggenkamp)
- Johannes-Prolog für gem Chor, Sprechgruppen, hohe und tiefe Solostimmen, Fl., Ob. (auch EH), Klar. (auch B-Klar.) und Kontrabass, commande  für die Nordelbischen Tage Neue Kirchenmusik, E 1970/71, création mondiale 1971 St. Nikolai Hamburg
- Fenêtre de Rêves, Gesang nach einem Gedicht von Paul Éluard, E 1972
- Johannes-Passion für Soli, Chor und Orchester, E 1970/71, création mondiale Hamburg (Kantorei Poppenbüttel)
- Motetten (im Teilauftrag des ZDF):

Ave Maria für gem. Chor und Orgel nach einer Bildauswahl von Meinolf Fritzen, E 1981, création mondiale 1982 (Mainzer Vokalensemble). Gott wohnt in einem Lichte für gem. Chor und Git., zusätzlich Kinderchor, E 1981, création mondiale 1982 (Mainzer Vokalensemble). Gelobet seist du, Jesu Christ für a-cappella-Chöre. Im Frieden dein, o Herre mein, création mondiale 1982 (ZDF). Nun bitten wir den Heiligen Geist, création mondiale 1993 zur Eröffnung des Erzbischöfl. Diözesanmuseums (Ensemble Canta filia Rheda, Vocalensemble Detmold). Singet dem Herrn ein neues Lied, E 1984. Dank sei dir, Vater, E 1984. Du bist der Heilige Herr (Gebet des hl. Franziskus), E 1984
- Veni, Creator Spiritus für Klavier und gem. Chor, E 1981
- Pater Noster für gem. Chor, Sopran-Solo, Sopranino-Blockflöte und Orchester (Kammerbesetzung), E 1984, création mondiale 1984 (ZDF, Teilsendung)
- Völker der Erde für dram. Mezzosopran (Alt) und Klavier, fünf Lieder zum Frieden, E 1959/60/69/85

Bertolt Brecht: Morgens und abends, création mondiale 1997 Brakel (Silvia Hablowetz, Dirk Kaftan). Johannes Bobrowski: Vogelnest. Liun Dsung-Yüan: Heimweh. Nelly Sachs: Völker der Erde, création mondiale 1997 Brakel (Silvia Hablowetz, Dirk Kaftan). Der 120. Psalm, création mondiale 1985 Opernhaus Dortmund anlässlich der Nelly-Sachs-Preisverleihung an Nadine Gordimer (Ingeborg Ruß, Gabriel Rosenberg)
- Das Lied der Lieder nach den Bildern von Marc Chagall und ihren biblischen Textvorlagen für 9-stg. gem. Chor, Chorprolog Höre, Israel im Auftrag des Erzbischöfl. Diözesanmuseums Paderborn anlässlich des Monteverdi-Festivals in Detmold, E 1993, création mondiale 1993 Paderborn.
- Klagegestein nach Gedichten von Else Lasker-Schüler für Harfe und 9-stg. Frauenchor, E 1993, création mondiale 1997 Brakel (Canta filia, Tabita Nicolas/Harfe):

Mein Lied. Ein alter Tibetteppich. Mein Volk. Zebaoth
- Stabat mater für 9-stg. Frauenchor, Auftrag des Ensembles Canta filia Rheda anlässlich des internationalen Chorwettbewerbs in Riva del Garda, E 1993, création mondiale 1994 Paderborn (Teilvoraufführungen in Rheda und Riva del Garda):

Graduale und Tractus auf eine westfälische Kreuzigungsgruppe auf dem Friedhof von St. Vit, Rheda-Wiedenbrück.Sequentia auf eine ligurische Madonna
- Orpheus, Eurydike, Hermes für Mezzosopran und Klavier auf Dichtung von Rainer Maria Rilke aus Neue Gedichte, commande  des WDR, E 1996, création mondiale 1997 Siegen (Katharina Kammerloher/Mezzosopran, Cecilia Nagy/Klavier)
- Mondesaufgang für Klavier und Gesang (auch für Violoncello und Gitarre) nach der gleichnamigen Dichtung von Annette von Droste-Hülshoff, E 2004, création mondiale 2004 Corvey (Volker Schrewe/Bassbariton, Michael Seewann, Klavier)
- Drei Droste-Lieder für Gesang und Klavier als Geschenk an die Dichterin zum Gedenken ihres 200. Geburtstages, E 1997, création mondiale 1997 Brakel im Rahmen des Festkonzertes Annette von Droste-Hülshoff zu Ehren (Silvia Hablowetz, Dirk Kaftan):

Der Weiher. Blumentod (Wie sind meine Finger so grün). Das Schilf
- Die Sonne tönt für gem. Chor und Kinderchor nach Johann Wolfgang von Goethes Prolog im Himmel/Faust I, im Auftrag des Philharmonischen Chores Lippe, E 1997, création mondiale 1997 anlässlich des Internationalen Chorfestivals Lippe
- Te Deum für Soprano, Alto, Tenore I, Tenore II, Basso. Auftragskomposition zum 350. Gedenkjahr an den Westfälischen Frieden, E 1997, création mondiale 1998 (ColVoc Detmold/Leipzig)
- Asperges me (Besprenge mich) für 9-stg. Frauenchor a cappella, E 1998, création mondiale 1999 Abtei Marienmünster (Canta filia)
- Rosenzyklus für Sopran und Flöte
- Cantico della Creatura - Sonnengesang des Francesco d'Assisi für Gesang und Glockenspiel (auch für Sopran und Altflöte), Kompositionsauftrag der Gesellschaft der Musikfreunde der Abtei Marienmünster, E 2002, création mondiale 2002 Museumsnacht Paderborn (Hans Hermann Jansen)
- Iustus ut palma florebit, Kompositionsauftrag der Gesellschaft der Musikfreunde der Abtei Marienmünster für das Ensemble Col/Voc, E 2003
- Aus den Liedern des betrunkenen Schuhus nach Dichtung von Peter Hille für tiefe Stimme und Klavier, E 2004, création mondiale 2004 Frankfurter Buchmesse (Volker Schrewe, Michael Seewann)

1. Was die Gelehrten reden, ist nur Kohl 2. Des Urwalds Riesen splittern
- Und dennoch hat dies Herz geglüht, zwei Gesänge auf Dichtung von Annette von Droste-Hülshoff anlässlich der 75-Jahr-Feier der Droste-Gesellschaft, création mondiale 2004 Bökerhof (Katharina Michaelli/Sopran, Ulrich Zippelius/Klavier)

1. Die Taxuswand 2. Am letzten Tag des Jahres
- Waldstimme nach dem gleichnamigen Gedicht von Peter Hille für tiefe Stimme und Klavier, E 2004, création mondiale 2004 Frankfurter Buchmesse (Volker Schrewe, Michael Seewann)
- Der arme Schneider nach Dichtung von Georg Weerth, E. 2005, création mondiale 2005 Potsdam (Volker Schrewe, Michael Seewann)
- Hungerlied nach Dichtung von Georg Weerth, E 2005, création mondiale 2005 Potsdam (Volker Schrewe, Michael Seewann)
- Anrufung - Civitatem istam (Behüte diese Stadt) nach der Inschrift am karolingischen Westwerk der Abteikirche Corvey für Chor, Orchester und Bariton-Solo, Kompositionsauftrag des Kulturkreises Höxter-Corvey, E 2005, création mondiale 2005 Schloss Corvey (Solist Volker Schrewe)
- Gesänge auf Hölderlin für Gesangstimme und Klavier, E 2008.

### Œuvres pour orgue
- Es ist vollbracht, Passacaglia aus der Johannes-Passion (siehe Vokalwerke), création mondiale Zsigmont Szathmáry
- Orgelsymphonie Le Cantique des Cantiques, musikalische Bildreflexionen zum Hohenlied nach dem Bildzyklus von Marc Chagall, Gesamturaufführung 2004 Mariendom Hamburg (Friedhelm Flamme)

Prolog: Höre, Israel (Mose 5.6, 4-9) 1. Nordwind erwache! Südwind herbei! (Hoheslied 4.16) 2. Ich schlafe, aber mein Herz wacht (HL 5.2) 3. Am Tage seiner Hochzeit (HL 3.11) 4. Zieh mich mit dir, jauchzen wir und jubeln (HL 1.4) 5. Stark wie der Tod ist die Liebe (HL 8.6)